# Eucoelium coronarium
Eucoelium coronarium is een zakpijpensoort uit de familie van de Polycitoridae. De wetenschappelijke naam van de soort werd in 1988, als Polycitorella coronaria, voor het eerst geldig gepubliceerd door Françoise Monniot.